# Gmina Gromadka
Gmina Gromadka je polská vesnická gmina v okrese Bolesławiec v Dolnoslezském vojvodství. Sídlem gminy je ves Gromadka. V roce 2010 zde celkem žilo 5 426 obyvatel.
Gmina má rozlohu 267,68 km² a zabírá 20,51% rozlohy okresu. Skládá se z 11 starostenství.

## Starostenství
Borówki, Gromadka, Krzyżowa, Modła, Motyle, Nowa Kuźnia, Osła, Pasternik, Patoka, Różyniec, Wierzbowa